# Vietnam Inc.
 Vietnam Inc. es un libro fotográfico producido por Philip Jones Griffiths y publicado en 1971 por Collier Books en Nueva York, tanto en tapa dura como blanda. Contiene 266 fotografías en blanco y negro, la mayoría con leyendas cuyo contenido empatiza con la perspectiva civil del pueblo de Vietnam del Sur durante la guerra de Vietnam. 
Las fotografías fueron tomadas entre 1966 y 1971, algunas originalmente en formato de diapositivas en color de 35 mm y convertidas luego a blanco y negro. Contienen algunas imágenes descarnadas, a veces impactantes, que fueron descritas por The New York Times como «Lo más cerca que vamos a estar de un ensayo fotoperiodístico definitivo sobre la guerra».
El libro se considera un clásico y su publicación en 1971 contribuyó a que la opinión pública se posicionara en contra de la guerra. Tras su publicación, el gobierno sudvietnamita prohibió a su autor volver a entrar al país.
Vietnam Inc. fue reeditado en 2001 por Phaidon con un prólogo de Noam Chomsky.